# 산양초등학교 풍화분교
산양초등학교 풍화분교는 대한민국 경상남도 통영시에 있는 공립 초등학교이다.

## 학교 연혁
- 1935년 3월 1일 풍화간이학교 개설
- 1941년 5월 2일 풍화공립국민학교 개교
- 1967년 4월 1일 벽지 (라) 급지 지정
- 1984년 6월 15일 병설유치원 개원
- 1992년 6월 14일 전국소년체육대회 남자 탁구부 동메달
- 1996년 3월 1일 풍화초등학교로 개칭
- 1999년 9월 1일 산양초등학교 풍화분교장으로 개편
- 2021년 3월 1일 5학급 편성

## 참고 자료
- 산양초등학교풍화분교장 - 한국교육학술정보원 학교알리미